# NB-5 Ivan
NB-5 Ivan bio je naoružani brod u sastavu mornarice NOVJ. Onesposobili su ga partizani dok su talijanski vojnici s njime planirali bijeg u Italiju.
Potopljen je 27. prosinca 1943. tijekom njemačkog zračnog napada.